# Das Hohelied Salomos
Das Hohelied Salomos – szósty album studyjny niemieckiego zespołu krautrockowego Popol Vuh, wydany nakładem wytwórni fonograficznej United Artists Records w 1975 roku.

## Lista utworów
Opracowano na podstawie materiału źródłowego.
Muzykę napisali Florian Fricke (A1-A5, B1, B3, B4) i Daniel Fichelscher (A2, B2, B4). Podstawą dla słów, które opracował Fricke, były teksty przypisywane biblijnemu Salomonowi.

Wydanie LP:
Strona A:
| Nr | Tytuł utworu                       | Długość |
| -- | ---------------------------------- | ------- |
| 1. | „Steh auf, zieh mich dir nach”     | 4:40    |
| 2. | „Du schönste der Weiber”           | 4:32    |
| 3. | „In den Nächten auf den Gassen I”  | 1:36    |
| 4. | „Du Sohn Davids I”                 | 3:01    |
| 5. | „In den Nächten auf den Gassen II” | 3:47    |
|    |                                    | 17:36   |

Strona B:
| Nr | Tytuł utworu                          | Długość |
| -- | ------------------------------------- | ------- |
| 1. | „Der Winter ist vorbei”               | 3:45    |
| 2. | „Ja, deine Liebe ist süsser als Wein” | 3:37    |
| 3. | „Du Sohn Davids II”                   | 4:45    |
| 4. | „Du tränke mich mit deinen Küssen”    | 5:28    |
|    |                                       | 17:35   |

## Twórcy
Opracowano na podstawie materiału źródłowego.
Muzycy:
- Florian Fricke – fortepian
- Daniel Fichelscher – gitara elektryczna, gitara akustyczna, instrumenty perkusyjne
- Djong Yun – śpiew

Muzycy dodatkowi:
- Alois Gromer – sitar
- Shana Kumar – tabla

Produkcja:
- Florian Fricke, Reinhard Langowski - produkcja muzyczna, miksowanie
- Florian Fricke – aranżacja
- Klaus Meier, Wolfgang Löper, Libuse Tomas, Hardy Bank – inżynieria dźwięku
- Florian Fricke, Frank Fiedler, Robert Wedel – elektronika
- Ulli Eichberger – oprawa graficzna